# Anthene ukerewensis
Anthene ukerewensis är en fjärilsart som beskrevs av Embrik Strand 1909. Anthene ukerewensis ingår i släktet Anthene och familjen juvelvingar. Inga underarter finns listade i Catalogue of Life.